# Jazmin Grace Grimaldi
Pour les articles homonymes, voir Grimaldi.
Pour les articles homonymes, voir Rotolo (homonymie).
Jazmin Grace Grimaldi, née le 4 mars 1992 à Palm Springs, comté de Riverside, Californie (États-Unis), est la fille du prince Albert II de Monaco et de Tamara Jean Rotolo. Elle est née hors mariage Jazmin Grace Rotolo et a été reconnue par le prince.
Jazmin Grace Grimaldi est une personnalité mondaine (socialite), actrice, chanteuse et philanthrope.

## Biographie

### Naissance et jeunesse
Jazmin Grace Grimaldi naît le 4 mars 1992 à Palm Springs,.
Elle est la fille naturelle du prince Albert II de Monaco, alors prince héréditaire, et d'une Américaine, Tamara Jean Rotolo (née en Californie le 25 octobre 1961), née lorsque la procédure de divorce de sa mère avec David Schumacher n'était pas encore effective. Tamara Jean Rotolo, alors serveuse de bar puis devenue agent immobilier, était en vacances sur la Côte d'Azur en France, lorsqu'elle a connu le prince avec qui elle a une relation de deux semaines. Jazmin Grace a grandi à Palm Desert, dans le comté de Riverside en Californie, avec sa mère. Elle n’a pas communiqué avec son père avant sa visite à Monaco, à l’âge de 11 ans, en 2003. Jazmin Grace a été reconnue officiellement par son père en 2006,.

### Études
Jazmin Grace fréquente la St. Margaret's Episcopal School, à Palm Desert en Californie, entre 2001 et 2006.
Elle étudie ensuite à la JSerra Catholic High School, à San Juan Capistrano, entre 2006 et 2010.
En juin 2010, Jazmin Grace Grimaldi obtient son diplôme de lycée et reçoit le prix JSerra Senior Faculty Award et le Fine Arts Award, le prix des beaux-arts du lycée. Elle s'installe à New York, où elle poursuit ses études à l'université Fordham sur Manhattan et obtient son diplôme en 2014.

### Vie publique
Le 14 mars 2018, elle se rend à Monaco pour célébrer le soixantième anniversaire de son père, le prince Albert II, quelques jours avant les derniers préparatifs du 28e rallye Aïcha des Gazelles au Maroc auquel elle participe avec la fille de la princesse Stéphanie, Pauline Ducruet. Elles terminent à la 3e place. 

### Carrière
Elle se lance ensuite dans une carrière artistique de chanteuse et d’actrice et participe à des actions humanitaires.
Elle obtient son premier rôle dans la série The Marvelous Mrs Maisel diffusée sur Amazon Prime,. Son nom n'apparaît pas au générique de la série et elle n'est pas créditée pour sa furtive apparition en tant que figurante dans les épisodes 3 et 4 de la saison 3.

## Statut à Monaco
Les enfants hors mariage ne peuvent pas figurer dans l'ordre de succession au trône monégasque selon l'article 10 de la Constitution de Monaco, qui précise que seuls les descendants « directs et légitimes » du monarque de Monaco (ou des frères et sœurs du monarque) peuvent hériter du trône. Parce que la procédure de divorce de sa mère n'était pas finalisée au moment de la naissance de Jazmin Grace, celle-ci est légalement le produit d'un adultère et ne peut pas être légitimée par le mariage ultérieur de ses parents biologiques.
Le 26 octobre 2006, dans un entretien avec le journaliste américain Larry King, Albert II a déclaré que ses enfants nés hors mariage (Jazmin Grace Grimaldi et Alexandre Grimaldi-Coste) ne figurent pas dans l'ordre de succession pour le trône monégasque mais qu'ils seraient pris en charge financièrement. Ils sont également héritiers de la fortune personnelle du prince Albert II, estimée à plus d'un milliard de dollars.